# Bernd Simonlehner
Bernhard Simonlehner detto Bernd (1966) è un ex sciatore alpino austriaco.

## Biografia
Specialista della discesa libera, Simonlehner in tale specialità si piazzò 3º nella classifica della Coppa Europa 1991 e ottenne due piazzamenti in Coppa del Mondo, l'11 gennaio 1992 a Garmisch-Partenkirchen (14º) e il 18 gennaio successivo a Kitzbühel (17º), ultimo risultato della sua carriera. Non prese parte a rassegne olimpiche o iridate.

## Palmarès

### Coppa del Mondo
- Miglior piazzamento in classifica generale: 106º nel 1992